# 2-форма
2-форма — это дифференциальная форма степени 2. Другими словами, 2-форма — это 2 раза ковариантное кососимметрическое тензорное поле.
Для данного векторного пространства, пространство 2-форм — это линейная оболочка базиса внешних произведений базисных 1-форм.
В физике, например, тензор электромагнитного поля является 2-формой на пространстве-времени.